# مارک اوکسلی
مارک اوکسلی (انگلیسی: Mark Oxley؛ زادهٔ ۲۸ سپتامبر ۱۹۹۰) بازیکن فوتبال اهل بریتانیا است.
از باشگاه‌هایی که در آن بازی کرده‌است می‌توان به باشگاه فوتبال برتون آلبیون، باشگاه فوتبال والسال، باشگاه فوتبال اولدهام اتلتیک، باشگاه فوتبال هال سیتی، باشگاه فوتبال روترهام یونایتد، باشگاه فوتبال گریمزبی تاون، و باشگاه فوتبال هیبرنین اشاره کرد.
وی همچنین در تیم ملی فوتبال زیر ۱۸ سال انگلستان بازی کرده‌است.